# Arquidiocese de Kingston na Jamaica

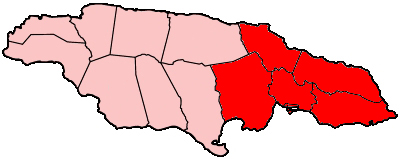
Área de atuação direta da arquidiocese em vermelho. Em rosa, as áreas das dioceses sufragâneas de Kingston

A Arquidiocese de Kingston na Jamaica (em latim: Archidioecesis Regiopolitanus in Iamaica) é uma arquidiocese de rito latino da Igreja Católica Romana no Caribe. A arquidiocese abrange a maior parte da ilha de Jamaica, e a capital, Kingston. É uma arquidiocese metropolitana formada por três dioceses sufragâneas: cidade de Belize-Belmopan, Mandeville e Montego Bay, bem como a missão sui iuris das Ilhas Caimã. A arquidiocese e suas dioceses sufragâneas são membros da Conferência Episcopal das Antilhas.
Originalmente erguida como Vicariato Apostólico da Jamaica, em 1837, foi elevada à Diocese de Kingston abrangendo toda a Jamaica em 1956. Após as duas sufragâneas serem divididas da diocese anterior, a diocese foi elevada à Arquidiocese de Kingston, na Jamaica, em setembro de 1967.
Até o ano de 2004, continha 32 paróquias, 22 sacerdotes diocesanos ativos, 25 padres religiosos e 56.000 fiéis católicos. Também tem 116 irmãs, 134 irmãos, e 20 diáconos permanentes. Donald James Reece foi o arcebispo entre 12 de abril de 2008 e 15 de abril de 2011. Ele foi sucedido por Charles Henry Dufour, antigo bispo da Diocese de Montego Bay, que foi elevado em 16 de junho de 2011.

## Prelados
|                     | Nome                          | Período    | Notas             |
| Arcebispos          | Arcebispos                    | Arcebispos | Arcebispos        |
| ------------------- | ----------------------------- | ---------- | ----------------- |
| 7º                  | Kenneth David Oswin Richards  | 2017-      | Atual             |
| 6º                  | Charles Henry Dufour          | 2011–2016  | Arcebispo emérito |
| 5º                  | Donald James Reece            | 2008–2011  | Arcebispo emérito |
| 4º                  | Lawrence Aloysius Burke, S.J. | 2004–2008  |                   |
| 3º                  | Edgerton Roland Clarke        | 1994–2004  |                   |
| 2º                  | Samuel Emmanuel Carter, S.J.  | 1970–1994  |                   |
| 1º                  | John Joseph McEleney, S.J.    | 1967–1970  |                   |
| Arcebispo-coadjutor |                               |            |                   |
|                     | Donald James Reece            | 2007-2008  |                   |
| Bispo auxiliar      |                               |            |                   |
|                     | Samuel Emmanuel Carter, S.J.  | 1966-1970  |                   |
| Bispo               |                               |            |                   |
| 10º                 | John Joseph McEleney, S.J.    | 1950–1967  |                   |
| 9º                  | Thomas Addis Emmet, S.J.      | 1930–1949  |                   |
| 8º                  | Joseph Nicholas Dinand, S.J.  | 1927–1930  |                   |
| 7º                  | William Francis O'Hare, S.J.  | 1919–1926  |                   |
| 6º                  | John Joseph Collins, S.J.     | 1907–1918  |                   |
| 5º                  | Charles Menzies Gordon, S.J.  | 1889–1906  |                   |
| 4º                  | Thomas Porter, S.J.           | 1877–1888  |                   |
| 3º                  | Joseph Sidney Woollett, S.J.  | 1871–1877  |                   |
| 2º                  | James Eustace Dupeyron, S.J.  | 1855–1872  |                   |
| 1º                  | Benito Fernández O.F.M.       | 1837–1855  |                   |